# Discalma lugubris
Discalma lugubris är en fjärilsart som beskrevs av W. Warren 1907. Discalma lugubris ingår i släktet Discalma och familjen mätare. Inga underarter finns listade i Catalogue of Life.